# Paulina Peret
Paulina Peret (ur. 8 listopada 1989) – polska siatkarka, grająca na pozycji libero w Developresie Rzeszów.
W sezonie 2007/2008 występowała w Lidze Siatkówki Kobiet w barwach mieleckiej Stali, której jest wychowanką.

## Kluby
| Klub                                   | Lata gry    |
| -------------------------------------- | ----------- |
| KPSK Stal Mielec                       | wychowanka  |
| BKS Szóstka Biłgoraj                   | 2008 - 2009 |
| TSSPS Anser Siarka Tarnobrzeg          | 2009 - 2011 |
| KS Extrans-Patria Sędziszów Małopolski | 2011 - 2012 |
| KS Developres Rzeszów                  | 2012 - 2014 |